# Fehértorkú timália
A fehértorkú timália (Oxylabes madagascariensis) a madarak osztályának verébalakúak (Passeriformes) rendjébe és a madagaszkári poszátafélék (Bernieridae) családja tartozó Oxylabes nem egyetlen faja.

## Rendszerezése
A fajt Johann Friedrich Gmelin német természettudós írta le 1789-ben, a Motacilla nembe Motacilla madagascariensis néven.
A 2013-ban lezajlott genetikai vizsgálatok igazolták, hogy a rövidujjú csuszkavanga (Hypositta perdita) - melyet kizárólag az 1931-ben Madagaszkár délnyugati részén begyűjtött kettő fiatal egyed alapján ismeri a tudomány - e faj fiatal egyedei voltak.
A madarakat hosszú ideig a közeli rokonfajnak vélt csuszkavanga (Hypositta corallirostris) egyedeinek tartották és csak 1996-ban ismerték fel a múzeumi anyag átvizsgálásakor, hogy ezek különálló fajt alkotnak.
Az összetévesztés oka az volt, hogy a kettő fiatal madár nem a felnőttkori tollruhájában volt, hanem a fiatalkori, alig ismert tollazatában.

## Előfordulása
Madagaszkár területén honos. Természetes élőhelyei a szubtrópusi, trópusi síkvidéki és hegyi esőerdők. Állandó, nem vonuló faj.

## Megjelenése
Testhossza 18 centiméter, testtömege 18-30 gramm.

## Természetvédelmi helyzete
Az elterjedési területe nagyon nagy, egyedszáma viszont csökken, de még nem éri el a kritikus szintet. A Természetvédelmi Világszövetség Vörös listáján nem fenyegetett fajként szerepel.